# Markowa
Markowa is een dorp in het Poolse woiwodschap Subkarpaten, in het district Łańcucki. De plaats maakt deel uit van de gemeente Markowa en telt 4100 inwoners.